# Pablo Ibar
Pablo Manuel Ibar (Fort Lauderdale, Florida, 1 d'abril de 1972). És un pres hispano-nord-americà condemnat a presó perpètua per triple assassinat, als Estats Units. Pablo Ibar ha estat sotmès a tres judicis sobre el cas. Va ser condemnat a pena de mort l'any 2000 i va passar 16 anys al corredor de la mort. Després de l'últim judici del 2018 sobre el cas, la condemna de Pablo Ibar va ser canviada de pena de mort a cadena perpètua.

## Biografia
Pablo Ibar va néixer l'1 d'Abril de 1972 a Florida (Estats Units). És fill de Cándido Ibar, immigrant espanyol als Estats Units i de Cristina Casas, d'origen cubà. Quatre anys després del naixement d'en Pablo va néixer el seu germà Michael Ibar. És nebot de José Manuel Ibar Urtain, una llegenda de la boxa a Espanya.
Pablo Ibar va entrenar durant molts anys per ser jugador de pilota basca professional als Estats Units. Aquesta afició li venia de part del seu pare Cándido, que va ser un dels millors pelotaris espanyols que va emigrar als Estats Units en busca de l'èxit. Càndido Ibar, al separar-se de la seva dona Cristina Casas va marxar junt amb el seu fill Pablo de Florida a Connecticut.
Durant un partit de pilota basca Pablo Ibar va tenir una lesió que el va obligar a deixar de jugar durant un temps. En aquell moment la seva mare, Cristina Casas va ser diagnosticada de càncer. Com que en Pablo Ibar no podia competir durant un temps va marxar de Connecticut  a viure amb la seva mare i el seu germà a Florida durant uns mesos. Aquesta estada es va allargar, allà Pablo va començar a freqüentar amb bandes i va conèixer a la seva actual dona Tanya Quiñones. Als 21 anys va ser detingut i segueix a la presó.

## Detenció
A Pablo Ibar el van detenir l'any 1994 per una baralla de bandes al carrer. Al calabós de la comisaria un integrant del cos de policia relaciona l'aparença física de Pablo Ibar amb les imatges d'unes càmeres (en blanc i negre, sense soroll i amb una qualitat d'imatge pèssima) que havien gravat l'assassinat de Casimir Sucharski i de les ballarines Sharon Anderson i Marie Rodgers. Casimir Sucharski era l'amo del bar Casey’s Nikelodeon, local que freqüentava Pablo Ibar.
Pablo Ibar va ser sotmès a diferents interrogatoris en els que els agents de policia Paul Manzella i Craig Scarlett van arribar a la hipòtesi que Seth Peñalver podria ser l'acompanyant de Pablo Ibar en l'assassinat de Casimir Sucharski i les dues ballarines.
Des d'aquell moment Pablo Ibar està empresonat. Mai més ha estat en llibertat

## Primer judici
El primer judici contra Pablo Ibar i Seth Peñalver va ser el 5 de Maig de 1997.
La coartada de Pablo Ibar era que havia passat la nit de l'assassinat a casa de la seva parella Tanya Quiñones, aprofitant un viatge dels pares de la noia a Irlanda. Els pares de Tanya li havien prohibit a ella i a la seva germana Elisabeth convidar gent a casa. Elisabeth en veure que Pablo havia passat la nit a casa amb la Tanya va trucar als seus pares a Irlanda per avisar del que havia fet la seva germana. Aquestes trucades estan registrades en una factura telefònica.
La fiscalia americana tenia com a testimoni a Gary Foy, veí de la víctima de l'assassinat Casimir Sucharski que va assegurar veure dins d'un cotxe a Pablo Ibar amb un acompanyant la nit del crim. A més també es va presentar com a prova una declaració que havia aconseguit la policia en la que deia que la mare de Pablo Ibar havia reconegut que l'home que sortia en el vídeo podria ser el seu fill.
Aquest judici va ser declarat nul quasi un any després per no trobar proves d'ADN ni de Pablo Ibar ni de Seth Peñalver a la roba de les víctimes. Tanmateix, els dos acusats van seguir en presó preventiva a l'espera d'un segon judici.
Estan empresonat, en Pablo Ibar es va casar amb Tanya Quiñones el 1998.

## Segon judici
El segon judici es va realitzar a principis de l'any 1999. Pablo Ibar va ser defensat per Kayo Morgan, un advocat d'ofici que posteriorment va tenir problemes amb la justícia ja que va ser denunciat per agredir a la seva dona embarassada. A causa d'aquesta detenció Pablo Ibar va demanar un aplaçament del judici. A més, també Kayo Morgan tenia problemes amb el consum de drogues.
Finalment a l'any 2000 es va reprendre el judici amb Kayo Morgan d'advocat, i Pablo Ibar va ser declarat culpable i castigat amb la pena de mort.
Aquesta sentència va crear controvèrsia ja que no hi havia proves concloents per condemnar a Pablo Ibar. Les proves per condemnar-lo van ser un  testimoni ple de contradiccions (Gary Foy) i la declaració de la mare que deia que l'home de la imatge de les càmeres de la casa podia ser el seu fill. Segons va dir Cristina Casas els policies la van enganyar i li van fer firmar una cosa que ella no havia dit.
A més Pablo Ibar va aconseguir una altra possible prova d'innocència i és que els millors experts en el reconeixement facial dels E.U.A deien que el del vídeo no es tractava d'ell tot i tenir trets físics força semblants.
Tot i això, Pablo Ibar va ser condemnat a mort.

## El corredor de la mort
Pablo Ibar va ser condemnat a pena de mort l'any 2000. Cal remarcar que ell ha rebutjat en dotze ocasions un acord per ser condemnat a presó perpètua si es declarava culpable, cosa que comportaria salvar-se de la pena de mort. Pablo Ibar va decidir lluitar, “si ellos me quieren quitar la vida, me van a tener que matar, yo no voy a tirar mi vida por algo que no he hecho”- deia ell -.
Pablo Ibar va ser el segon espanyol en entrar al corredor de la mort, després de Joaquín José Martínez,que posteriorment va aconseguir sortir del corredor en ser declarat innocent. Va passar quasi quatre anys al corredor de la mort, del 1997 al 2001. El primer que va fer Joaquín José Martínez quan va sortir de la presó va ser agafar un avió i marxar cap a Espanya. Pablo Ibar, ha dit que faria el mateix si sortís.
L'objectiu de Pablo Ibar era clar, havia de sortir d'allà. Necessitava un nou bon advocat per demanar una apel·lació i repetir el judici. Però la família Ibar no tenia diners per pagar-lo. I segons ells no podien treure a Pablo del corredor amb un advocat d'ofici. Necessitaven diners per aconseguir una bona defensa. Finalment Cándido, el pare de Pablo, va aconseguir finançament per aconseguir un dels millors advocats de l'Estat de Florida. Això va ser possible ja que Cándido va sortir per la televisió basca demanant ajuda al ciutadans espanyols a través de l'“Associació Pablo Ibar”.
El nou advocat Benjamin Waxman va lluitar per aconseguir la nul·litat que finalment va ser concedida. El judici va ser repetit de nou el novembre de 2018.
Durant l'estada al corredor, Pablo Ibar i Tanya Quiñones van tenir dos fills.

## Tercer judici
En aquest tercer judici del 2018 hi havia nous indicis, noves claus per resoldre el cas.
El primer que van fer en el judici va ser demostrar que Pablo havia estat mal defensat en l'últim judici. L'advocat d'ofici Kayo Morgan va reconèixer a través d'una carta signada que va fer arribar al tribunal que havia fet malament la seva feina.
Pablo Ibar i el nou advocat van mantenir la mateixa coartada. La nit de l'assassinat de Casimir Sucharski, Sharon Anderson i Marie Rodgers ell estava a la casa de Tanya Quiñones. A més també van mantenir la prova del reconeixement facial dels experts per demostrar que el del vídeo no era ell. I l'última prova que havien aconseguit és que un testimoni va declarar que l'assassí de Casimir Sucharski i les dues ballarines no era Pablo Ibar sinó un altre pres, que ho havia reconegut a la presó. Aquest testimoni no havia declarat abans, ja que pensava que el motiu pel qual estava a la presó era aquest assassinat.
Tenien esperança, creien que Pablo podia sortir, ja que el que presumptament era el seu company en l'assassinat Seth Peñalver, el 2012 havia estat declarat no culpable per falta de proves.
La fiscalia tractava de demostrar la culpabilitat de Pablo Ibar. Però el testimoni Gary Foy no era del tot creïble ja que estava ple de contradiccions. Per això van tornar a fer una prova d'ADN. Amb les noves tecnologies, es poden fer proves més concretes i en aquest cas les proves van servir. Es van trobar a la samarreta d'un dels assassinats una prova parcial d'ADN. De les 15 partícules que té l'ADN es van trobar 5 que coincidien amb les de Pablo Ibar. Tot i que per ser una prova definitiva per poder condemnar a algú es necessiten 13 partícules que coincideixin. Tot i així aquesta prova insuficient va servir per condemnar a Pablo Ibar per segona vegada.
Aquesta decisió va crear indignació ja que no hi ha cap prova definitiva per condemnar a Pablo Ibar. Tanmateix, aquesta nova sentència va canviar la pena de mort per cadèna perpètua.

## Cadena perpètua
Pablo Ibar porta des del 1994 a la presó, si li concedeixen una nova apel·lació el judici serà l'any 2024. Pablo Ibar tindrà 52 anys. Els pròxims anys, Pablo Ibar els passarà a la presó, és a dir, que cumplirá una trentena d'anys entre reixes com a mínim.
Molts periodistes quan entrevisten a Pablo Ibar, a la seva dona o familiars, els pregunten si mai han pensat en abandonar. La seva resposta sempre és que no.
Una de les frases que més repeteix ell és: “Yo no soy un santo, pero no soy un asesino”.

## En el corredor de la muerte (llibre)
El 4 de setembre de 2018 Nacho Carretero va publicar el llibre “En el corredor de la muerte” explicant la història real del cas des del punt de vista de Pablo Ibar.

## En el corredor de la muerte (sèrie de televisió)
El 13 de Setembre de 2019 es va estrenar a Movistar+ una sèrie dedicada al cas de Pablo Ibar. Aquesta sèrie està inspirada en el llibre de Nacho Carretero “ En el corredor de la muerte”. La sèrie és dirigida per Carlos Marques-Marcet i protagonitzada per Miguel Àngel Silvestre (Pablo), Marisé Alvarez (Tanya), Ramón Aguirre (Càndido), Laura de la Uz (Cristina) i Pau Poch (Michael).